# Bronne
Bronne (ukrainisch Бронне; russisch Бронное/Bronnoje, polnisch Bronne) ist ein Dorf in der westukrainischen Oblast Riwne mit etwa 880 Einwohnern. Es liegt in einem Sumpfgebiet, etwa 8 Kilometer nordwestlich der ehemaligen Rajonshauptstadt Beresne und 58 Kilometer nordöstlich Oblasthauptstadt Riwne.

## Geschichte
Der Ort wurde 1562 zum ersten Mal schriftlich erwähnt und lag bis 1795 als Teil der Adelsrepublik Polen-Litauen in der Woiwodschaft Wolhynien. Danach kam es zum neugegründeten Gouvernement Wolhynien als Teil des Russischen Reiches.
Nach dem Ende des Ersten Weltkrieges wurde der Ort ein Teil der Zweiten Polnischen Republik (Woiwodschaft Wolhynien, Powiat Kostopol, Gmina Bereźne), nach dem Ausbruch des Zweiten Weltkrieges wurde das Gebiet durch die Sowjetunion und ab 1941 durch Deutschland besetzt. 1945 kam es endgültig zur Sowjetunion und wurde in die Ukrainische SSR eingegliedert, 1991 wurde er schließlich ein Teil der heutigen Ukraine.

## Verwaltungsgliederung
Am 12. Juni 2020 wurde das Dorf ein Teil neu gegründeten Landgemeinde Malynsk; bis dahin bildete es die Landratsgemeinde Bronne (Бронська сільська рада/Bronska silska rada) im Nordwesten des im Rajons Beresne.
Am 17. Juli 2020 wurde der Ort ein Teil des Rajons Riwne.